# Evergreen (Colorado)
Evergreen é uma Região censo-designada localizada no estado americano de Colorado, no Condado de Jefferson.

## Demografia
Segundo o censo americano de 2000, a sua população era de 9216 habitantes.

## Geografia
De acordo com o United States Census Bureau tem uma área de
30,2 km², dos quais 30,0 km² cobertos por terra e 0,2 km² cobertos por água. Evergreen localiza-se a aproximadamente 2276 m acima do nível do mar.

## Localidades na vizinhança
O diagrama seguinte representa as localidades num raio de 16 km ao redor de Evergreen.